# جورج يونغ (عداء مراثوني)
جورج يونغ (بالإنجليزية: George Young)‏ هو عداء مراثوني أمريكي، ولد في 24 يوليو 1937 في روزويل في الولايات المتحدة.

## وصلات خارجية
- جورج يونغ على موقع الاتحاد الأمريكي لسباقات المضمار والميدان، قاعة المشاهير (الإنجليزية)
- جورج يونغ على موقع اللجنة الأولمبية الدولية (الإنجليزية)
- جورج يونغ على موقع أوليمبيديا (الإنجليزية)
- جورج يونغ على موقع قاعة نيو مكسيكو للمشاهير الرياضية (الإنجليزية)